# Deli Mustafa Ağa
Deli Mustafa Ağa war ein Türke, der mit dem Widerstand gegen den Völkermord an den Armeniern im Osmanischen Reich hervortrat. Er wurde von der Menschenrechtsgruppe Arbeitsgruppe Anerkennung geehrt und zu den „Verschwiegenen Helden“ beim Völkermord gezählt.

## Leben
Er war das Familienoberhaupt der Großfamilie Kökbudaklar (oder Gökbudaklar) in Ereğli und genoss großes Ansehen in Konya. Den Beinamen „Deli“ („Tapferer, Heldenmütiger, Verwegener, Tollkühner, Wahnsinniger, Verrückter“) erhielt er wegen seiner Unangepasstheit und seiner Direktheit.
Beim Völkermord an den Armeniern hatte man Mustafa Ağa aufgefordert, dabei mitzuhelfen, die in Ereğli lebenden Armenier zu deportieren. Er leistete jedoch Widerstand gegen diese Pläne. Seine Beweggründe schilderte er wie folgt:

„Ulan, Türk bulgur olsa, Ermeni de tuz olsa pilavın içine atsan yine o pilav tuzsuzluktan yenmez. Bunlar azınlıktır ya. Ayrıca da onlar bu memleketin hem tadı hem de tuzu. Gâvursuz memleketin de bilmem nesini ne yapayım.“

„Ulan (Affektiv-saloppe Anredeform unter Männern), kann es ein Heimatland ohne die Gavurs geben? Wenn wir aus dem Türken Bulgur machen und einen Pilaw kochen und als Salz den Armenier nicht dazu nehmen, ist dieser Pilaw nicht genießbar! Sie sind Zucker und Salz unseres Heimatlandes.“

## Quelle
- “Deli” Mustafa Ağa (Kökbudak)